# Ньютон (Канзас)
Ньютон (англ.  Newton ) — город и административный центр округа  Харви  в штате Канзас США.

## Описание
Административный центр округа Харви с 1872 года. Находится в центральном Канзасе. Основанный в 1871 году и названный в честь Ньютона, Массачусетс, он был железнодорожной станцией для перегонов скота по тропе Чисхолм с 1871 по 1873 год, когда он был назначен пунктом разделения железной дороги Санта-Фе. В 1870-х годах русские поселенцы-меннониты начали выращивать твёрдую озимую пшеницу Turkey Red, привезённую с родины, и этот сорт стал основным сельскохозяйственным продуктом Канзаса. Сейчас Ньютон является торговым и судоходным центром для близлежащего района выращивания пшеницы.

## Население
| 2010   | 2020    |
| ------ | ------- |
| 19 132 | ↘18 602 |